# Корсук
Корсук — село в Эхирит-Булагатском районе Иркутской области России. Административный центр Корсукского муниципального образования.

## География
Село находится на расстоянии примерно 16 км к востоку от посёлка Усть-Ордынский, административного центра района.

## Население
| 2002 | 2010 | 2011 | 2012 |
| ---- | ---- | ---- | ---- |
| 554  | ↘528 | ↘526 | ↘509 |

### Половой состав
По данным Всероссийской переписи, в 2010 году в деревне проживало 528 человек (253 мужчины и 278 женщин).